# Hymn Palestyny
Fidaʼī (arab. ‏فِدائِي‎) – nazywany również Hymnem Palestyńskiej Rewolucji, został w 1996 roku przyjęty jako hymn Autonomii Palestyńskiej.
Jako hymn Palestyńczyków został przyjęty uchwałą Palestyńskiego Zgromadzenia Narodowego (ang. Palestinian National Council) w 1996 roku, zgodnie z artykułem 31 Palestyńskiej Deklaracji Niepodległości z 1988 roku. Autorem słów jest Said Al Muzayin, znany również jako Fata Al Thawra. Muzykę skomponował egipski kompozytor Ali Ismael.
Od roku 1936 Palestyńczycy uznawali jako nieoficjalny hymn Mawtini (arab. ‏موطني‎, „Moja Ojczyzna”). Pieśń tę skomponował libański kompozytor Mohammad Flaifel, do słów Ibrahima Touqana. Pieśń Mawtini nie jest tożsama z obecnym oficjalnym hymnem Autonomii Palestyńskiej.

## Słowa
فِدائِي فِدائِي فِدائِي
يا أرضي يا أرض الجدود

فِدائِي فِدائِي فِدائِي
يا شعبي يا شعب الخلود
بعزمي وناري وبركان ثأري
وأشواق دمي لأرضي وداري
صعدت الجبالَ وخضت النضالَ
قهرت المحالا حطمت القيود
فِدائِي فِدائِي فِدائِي
يا أرضي يا أرض الجدود
فِدائِي فِدائِي فِدائِي
يا شعبي يا شعب الخلود
بعزم الرياح ونار السلاح
وإصرار شعبي لخوض الكفاح
فلسطين داري ودرب انتصاري
فلسطين ثاري وأرض الصمود
فِدائِي فِدائِي فِدائِي
يا أرضي يا أرض الجدود
فِدائِي فِدائِي فِدائِي
يا شعبي يا شعب الخلود
بحق القسم تحت ظل العلم
بأرضي وشعبي ونار الألم
سأحيا فِدائِي وأمضي فِدائِي
وأقضي فِدائِي إلى أن تعود
فِدائِي فِدائِي فِدائِي
يا أرضي يا أرض الجدود
فِدائِي فِدائِي فِدائِي
يا شعبي يا شعب الخلود

## Polskie tłumaczenie[potrzebnyprzypis]
Fidai, fidai, fidai – o ziemio, skąd wiodę swój ród.
Fidai, fidai, fidai – o ziemio, gdzie wieczny mój lud.
Z uporem i ogniem i zemsty mej gromem
i krwi mej tęsknotą za ziemią i domem
na góry się wspiąłem i walkę podjąłem
skruszyłem kajdany, przemogłem zły los.
Fidai, fidai, fidai – o ziemio, skąd wiodę swój ród.
Fidai, fidai, fidai – o ziemio, gdzie wieczny mój lud.
W porywach wichury rozległy się salwy,
nasz naród bój podjął, by światu oznajmić:
mój dom – Palestyna, mój kraj – Palestyna
i ziemia jedyna i zemsty mej zew.. .
Fidai, fidai, fidai – o ziemio, skąd wiodę swój ród.
Fidai, fidai, fidai – o ziemio, gdzie wieczny mój lud.
Z przysięgą niezłomną i gniewem ogromnym,
pod cieniem sztandaru, na ból swój niepomny
żyć będę, fidai, i pójdę, fidai
aż wrócę do kraju, gdzie został mój dom.